# Take Me Back to Eden
Take Me Back to Eden es el tercer álbum de estudio de la banda británica de metal alternativo Sleep Token, que fue lanzado el 19 de mayo de 2023 a través de sello discográfica Spinefarm Records. El álbum fue producido por Carl Bown y Vessel1. El álbum sirve como la parte final de una trilogía, que también incluye el primer y segundo álbum del grupo Sundowning y This Place Will Become Your Tomb (2021).
Hasta la fecha, se han lanzado seis canciones como sencillos: "Chokehold", "The Summoning", "Granite", "Aqua Regia", "Vore" y "DYWTYLM".
Si bien el álbum recibió críticas mixtas a positivas por parte de los críticos, debutó en el puesto número 3 en la lista de álbumes del Reino Unido y en el top 20 de los Estados Unidos.

## Lanzamiento y promoción
La banda lanzó las dos primeras canciones de su tercer álbum aún sin título, "Chokehold" y "The Summoning", el 5 y 6 de enero de 2023, respectivamente. A estos les siguieron el 19 y 20 de enero "Granite" y "Aqua Regia", respectivamente. La gran cantidad de lanzamientos condujo a un rápido aumento de la popularidad de la banda, que pasó de tener supuestamente "menos de 300.000 oyentes mensuales en Spotify a principios de enero" a tener más de 1,58 millones a finales de mes. "The Summoning", en particular, se convirtió en una de las canciones más populares de Sleep Token hasta la fecha, alcanzando el número 1 en la lista Spotify Top 50 Viral Songs, además de recibir más de 1 millón de visitas en YouTube en dos semanas. También fue la primera canción de la banda en registrarse en las listas oficiales de Reino Unido y Estados Unidos, alcanzando el número 14 en la lista de sencillos de rock y metal del Reino Unido, el número 26 en la lista Billboard Hot Rock & Alternative Songs y el número 2 en Billboard Hard Rock Digital en la lista de ventas de canciones.
Take Me Back to Eden se anunció oficialmente el 16 de febrero de 2023, junto con el lanzamiento del quinto sencillo "Vore". El álbum se describió en su anuncio como "Parte 3 de una trilogía, un cierre de capítulo espectacular en la saga en curso Sleep Token, una saga que comenzó en serio con el primer álbum Sundowning (2019).

## Lista de canciones
Todas las canciones escritas y compuestas por Vessel1 y Vessel2, excepto "DYWTYLM" fue escrito por Vessel1. 
| N.º | Título                 | Duración |  |
| 1.  | «Chokehold»            | 5:04     |  |
| 2.  | «The Summoning»        | 6:35     |  |
| 3.  | «Granite»              | 3:45     |  |
| 4.  | «Aqua Regia»           | 3:56     |  |
| 5.  | «Vore»                 | 5:39     |  |
| 6.  | «Ascenscionism»        | 7:08     |  |
| 7.  | «Are You Really Okay?» | 5:06     |  |
| 8.  | «The Apparition»       | 4:28     |  |
| 9.  | «DYWTYLM»              | 4:00     |  |
| 10. | «Rain»                 | 4:12     |  |
| 11. | «Take Me Back to Eden» | 8:20     |  |
| 12. | «Euclid»               | 5:13     |  |

## Personal
| Lista (2023)                          | Posición |
| ------------------------------------- | -------- |
| Alemania (Offizielle Top 100)         | 5        |
| Australian Albums (ARIA)              | 3        |
| Austria (Ö3 Austria)                  | 12       |
| Bélgica (Ultratop Flandes)            | 47       |
| Bélgica (Ultratop Valonia)            | 84       |
| Canadian Albums (Billboard)           | 69       |
| Finlandia (Suomen virallinen lista)   | 37       |
| Francia (SNEP)                        | 133      |
| New Zealand Albums (RMNZ)             | 12       |
| Países Bajos (Album Top 100)          | 36       |
| Polonia (ZPAV)                        | 92       |
| Reino Unido (UK Albums Chart)         | 3        |
| Reino Unido (UK Rock & Metal Albums)  | 2        |
| Escocia (Scottish Albums Chart)       | 4        |
| Suiza (Schweizer Hitparade)           | 24       |
| US Billboard 200                      | 16       |
| US Independent Albums (Billboard)     | 4        |
| US Top Alternative Albums (Billboard) | 2        |
| US Top Hard Rock Albums (Billboard)   | 2        |
| US Top Rock Albums (Billboard)        | 4        |

Sleep Token
- Vessel  – Voz, Guitarra líder, Guitarra rítmica, bajo, teclados, piano y programación
- II – Batería
- Carl Bown – mezcla, edición, programación